# Турады
Турады (укр. Туради) — село в Жидачовской городской общине Стрыйского района Львовской области Украины.
Население по переписи 2001 года составляло 563 человека. Занимает площадь 1,02 км². Почтовый индекс — 81733. Телефонный код — 3239.